# 布拉希鎮區 (伊利諾伊州薩林縣)
布拉希鎮區（英語：Brushy Township）是位於美國伊利諾伊州薩林縣的一個行政鎮區。

## 地方資料
根據2010年美國人口普查的數據，布拉希鎮區的面積為88.90平方千米，當中陸地面積為87.60平方千米，而水域面積為1.30平方千米。當地共有人口741人，而人口密度為每平方千米8.34人。